# 港区立芝浜小学校
港区立芝浜小学校（みなとくりつ しばはましょうがっこう）は、東京都港区芝浦一丁目にある公立小学校である。

## 概要
港区の複合施設「みなとパーク芝浦」に隣接した敷地に校舎を建設し、2022年（令和4年）4月に開校した。港区立の小学校が新設されるのは、26年ぶりとなった。
高さ55mのビルの校舎の中に校庭やプールを備えるという、都心ならではの構造である。

## 主な設備
地上9階・地下1階の免震構造の校舎内に、小学校の一般的な設備に加えて次の設備を備える。
- 屋上校庭（人工芝、広さ63m×23m）
- 25m屋内プール（屋内運動場としても利用可能）
- みなとパーク芝浦との連絡橋

普通教室の黒板は電子黒板である。2022年現在は普通教室の数は24室であるが、将来の児童数の増加に備えて最大30室まで普通教室に転換できるように設計されている。

## 開校の経緯
本校や「みなとパーク芝浦」、愛育病院、芝浦公園がある街区（面積約3万2千平方メートル）には、2006年まで東京ガスの研究所やガスタンクがあった。
みなとパーク芝浦は「文化芸術ホール棟」など3棟構成の予定で2011年に着工したが、同年3月の東日本大震災の影響で区は計画を見直し、文化芸術ホール棟のみ建設を中止して予定地を「芝生広場」として仮整備した。他の2棟は2014年に完成した。
その後2016年に区は、芝浦四丁目に所在する港区立芝浦小学校への通学児童数の増加による過密を理由に、芝生広場に本校を建設することを決定した。当初は2023年の開校予定としていたが、施工方法及びスケジュール等を精査した結果、1年早い2022年の開校となった。総事業費は約100億円超となった。

## 校名
「芝浜小学校」の校名が採用されるにあたっては、地域住民等や芝浦小学校の児童へ行われたアンケートを参考に、学校名の検討委員会及び教育委員会で決定された後、港区議会で最終決定された。
地域住民等へのアンケートは、「芝浦キャナルサイド小学校」、「芝浦第二小学校」、「芝浦令和小学校」等の9つの校名案の中から選択する形で行われた。
港区教育委員会事務局の発行する資料によると、地域住民等へのアンケートを経て、「芝浜小学校」を選定するにあたっては以下を考慮したという。
- 学校の周辺は、以前、「芝浜」と呼ばれていた地域で、地域に由来した名称である。
- 「芝浦」と「芝浜」で、今後も芝浦小学校とのつながりを感じることができる。
- 児童に学校の名称の由来を伝えたり、調べさせたりする取組等により、地域を知り、学校に愛着を持ってもらうきっかけとなる。
- 有名な古典落語に関連した名称であることなどを生かし、伝統と文化を重んじた特色ある教育活動を行うことができる。
- 否定的な意見が最も少なく、誰からも長く親しまれる学校名となることが期待できる。

## 沿革
- 2016年（平成28年）7月 - 仮称「芝浦第二小学校」として建設を決定[7]。
- 2019年（令和元年）6月29日 - 建設に着工[1]。
- 2020年（令和2年）8月19日 - 校名を「港区立芝浜小学校」と決定。
- 2022年（令和4年）
  - 1月31日 - 竣工[1]。
  - 4月1日 - 開校[11]。
  - 4月6日 - 第1回入学式と最初の始業式挙行[11]。
  - 9月17日 - 最初の運動会開催[11]。
- 2023年（令和5年）
  - 1月 - 全教科 地域人材、施設の活用奨励校・全教科 地域人材・資源活用推進校となる[12]。
  - 3月23日 - 第1回卒業式挙行[11]。
  - 3月24日 - 最初の修了式挙行[11]。

小学校の児童数と教員数
| 年度    | 児童総数 | 1年生 | 2年生 | 3年生 | 4年生 | 5年生 | 6年生 | 教員数 | 職員数 |
| ------- | -------- | ----- | ----- | ----- | ----- | ----- | ----- | ------ | ------ |
| 令和4年 | 279人    | 128人 | 87人  | 52人  | 62人  | 35人  | 15人  | 19人   | 1人    |
| 令和5年 | 523人    | 147人 | 127人 | 91人  | 58人  | 62人  | 38人  | 25人   | 2人    |

## 通学区域
住所別通学区域（令和4年4月入学児童から適用）
| 芝浦一丁目 | 芝浦二丁目 | 芝浦三丁目 | 芝浦四丁目  | 海岸三丁目                          |
| ---------- | ---------- | ---------- | ----------- | ----------------------------------- |
| 6 - 16番   | 全域       | 全域       | 20番 - 22番 | 1番 - 3番、14番 - 19番、22番 - 30番 |

## 周辺環境

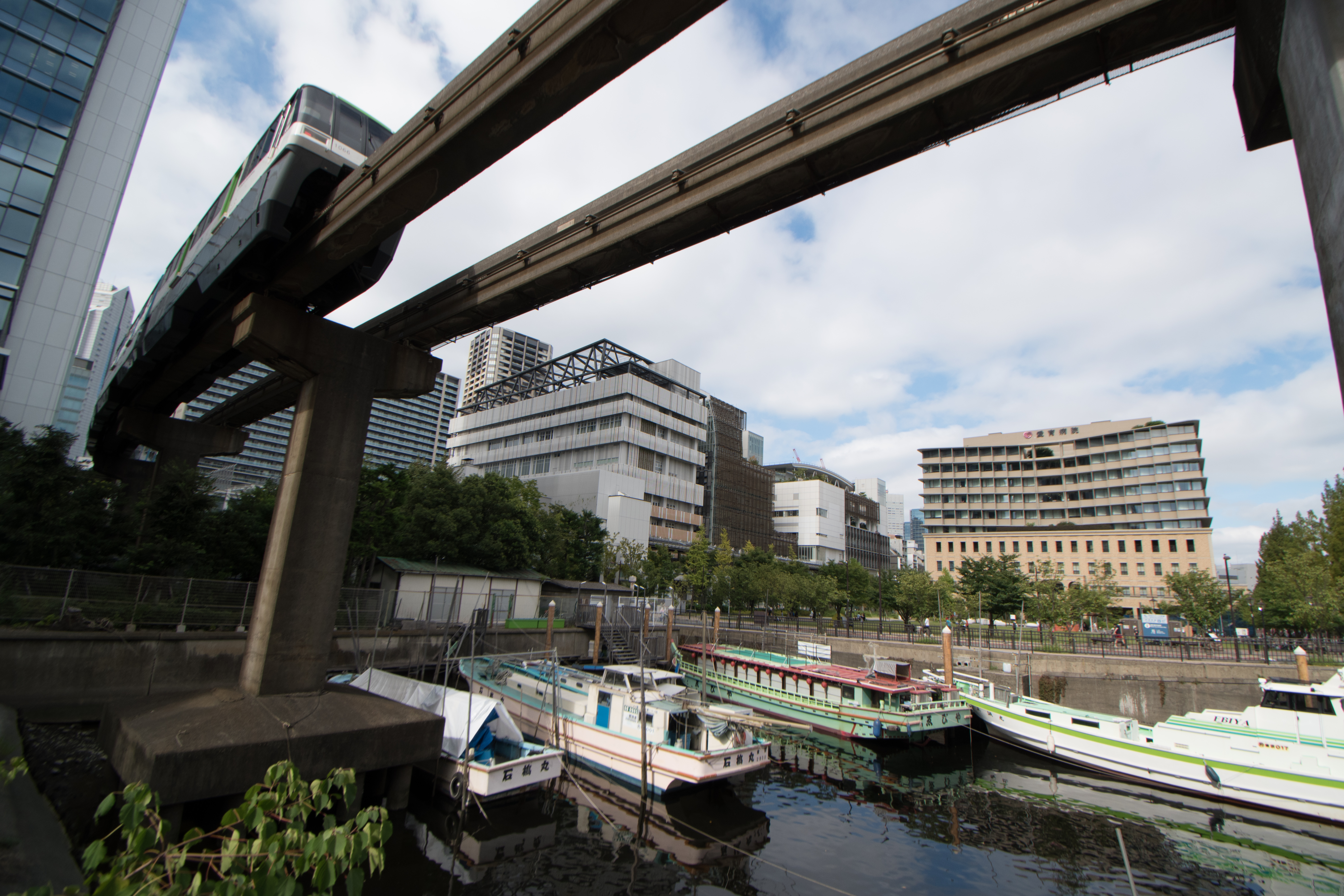
学校周辺（2022年9月）

- 港区立みなとパーク芝浦
  - 港区スポーツセンター
  - しばうら保育園分園
- 港区立芝浦公園
- 愛育病院
- JR田町駅